# Justin Timberlake/Diskografie
Diese Diskografie ist eine Übersicht über die musikalischen Werke des US-amerikanischen Pop-Sängers Justin Timberlake. Den Quellenangaben und Schallplattenauszeichnungen zufolge hat er bisher mehr als 132,2 Millionen Tonträger verkauft, davon alleine in seiner Heimat über 81,1 Millionen. In Deutschland verkaufte er über 6,1 Millionen Tonträger, womit er zu den Musikern mit den meisten Tonträgerverkäufen des Landes zählt. Seine erfolgreichste Veröffentlichung ist die Single Can’t Stop the Feeling! mit über 12,4 Millionen verkauften Einheiten. Das Lied avancierte alleine in Deutschland zum Millionenseller und zählt zu einer der meistverkauften Singles des Landes der 2010er-Jahre.

## Alben

### Studioalben
| Jahr | Titel Musiklabel                                 | Höchstplatzierung, Gesamtwochen, AuszeichnungChartplatzierungen (Jahr, Titel, Musiklabel, Platzierungen, Wochen, Auszeichnungen, Anmerkungen) | Höchstplatzierung, Gesamtwochen, AuszeichnungChartplatzierungen (Jahr, Titel, Musiklabel, Platzierungen, Wochen, Auszeichnungen, Anmerkungen) | Höchstplatzierung, Gesamtwochen, AuszeichnungChartplatzierungen (Jahr, Titel, Musiklabel, Platzierungen, Wochen, Auszeichnungen, Anmerkungen) | Höchstplatzierung, Gesamtwochen, AuszeichnungChartplatzierungen (Jahr, Titel, Musiklabel, Platzierungen, Wochen, Auszeichnungen, Anmerkungen) | Höchstplatzierung, Gesamtwochen, AuszeichnungChartplatzierungen (Jahr, Titel, Musiklabel, Platzierungen, Wochen, Auszeichnungen, Anmerkungen) | Anmerkungen                                                    |
| Jahr | Titel Musiklabel                                 | DE | AT | CH | UK | US | Anmerkungen                                                    |
| ---- | ------------------------------------------------ | --- | --- | --- | --- | --- | -------------------------------------------------------------- |
| 2002 | Justified Jive Records (Sony)                    | DE11 Platin · (64 Wo.)DE | AT33 Gold · (22 Wo.)AT | CH22 Platin · (64 Wo.)CH | UK1 ×7Siebenfachplatin · (105 Wo.)UK | US2 ×4Vierfachplatin · (84 Wo.)US | Erstveröffentlichung: 4. November 2002 Verkäufe: + 7.234.000   |
| 2006 | FutureSex/LoveSounds Jive Records (Sony)         | DE3 ×2Doppelplatin · (85 Wo.)DE | AT5 Gold · (61 Wo.)AT | CH2 ×2Doppelplatin · (84 Wo.)CH | UK1 ×4Vierfachplatin · (76 Wo.)UK | US1 ×4Vierfachplatin · (66 Wo.)US | Erstveröffentlichung: 8. September 2006 Verkäufe: + 8.496.000  |
| 2013 | The 20/20 Experience RCA Records (Sony)          | DE1 Gold · (22 Wo.)DE | AT2 (10 Wo.)AT | CH1 Gold · (28 Wo.)CH | UK1 Platin · (32 Wo.)UK | US1 ×2Doppelplatin · (56 Wo.)US | Erstveröffentlichung: 15. März 2013 Verkäufe: + 3.446.500      |
| 2013 | The 20/20 Experience – 2 of 2 RCA Records (Sony) | DE4 (12 Wo.)DE | AT8 (2 Wo.)AT | CH2 (14 Wo.)CH | UK2 Silber · (7 Wo.)UK | US1 Platin · (66 Wo.)US | Erstveröffentlichung: 27. September 2013 Verkäufe: + 1.694.500 |
| 2018 | Man of the Woods RCA Records (Sony)              | DE1 (14 Wo.)DE | AT4 (11 Wo.)AT | CH2 (13 Wo.)CH | UK2 Silber · (11 Wo.)UK | US1 Platin · (19 Wo.)US | Erstveröffentlichung: 2. Februar 2018 Verkäufe: + 1.187.500    |
| 2024 | Everything I Thought It Was RCA Records (Sony)   | DE5 (4 Wo.)DE | AT7 (2 Wo.)AT | CH5 (2 Wo.)CH | UK5 (2 Wo.)UK | US4 (4 Wo.)US | Erstveröffentlichung: 15. März 2024                            |

### Kompilationen
| Jahr | Titel Musiklabel                                                 | Höchstplatzierung, Gesamtwochen, AuszeichnungChartplatzierungen (Jahr, Titel, Musiklabel, Platzierungen, Wochen, Auszeichnungen, Anmerkungen) | Höchstplatzierung, Gesamtwochen, AuszeichnungChartplatzierungen (Jahr, Titel, Musiklabel, Platzierungen, Wochen, Auszeichnungen, Anmerkungen) | Höchstplatzierung, Gesamtwochen, AuszeichnungChartplatzierungen (Jahr, Titel, Musiklabel, Platzierungen, Wochen, Auszeichnungen, Anmerkungen) | Höchstplatzierung, Gesamtwochen, AuszeichnungChartplatzierungen (Jahr, Titel, Musiklabel, Platzierungen, Wochen, Auszeichnungen, Anmerkungen) | Höchstplatzierung, Gesamtwochen, AuszeichnungChartplatzierungen (Jahr, Titel, Musiklabel, Platzierungen, Wochen, Auszeichnungen, Anmerkungen) | Anmerkungen                                                 |
| Jahr | Titel Musiklabel                                                 | DE | AT | CH | UK | US | Anmerkungen                                                 |
| ---- | ---------------------------------------------------------------- | --- | --- | --- | --- | --- | ----------------------------------------------------------- |
| 2013 | The 20/20 Experience: The Complete Experience RCA Records (Sony) | — | — | — | UK27 Silber · (4 Wo.)UK | — | Erstveröffentlichung: 27. September 2013 Verkäufe: + 95.000 |

### EPs
- 2003: Justin & Christina (mit Christina Aguilera)
- 2004: I’m Lovin’ It
- 2010: Essential Mixes
- 2013: iTunes Festival: London 2013

## Singles

### Als Leadmusiker
| Jahr | Titel Album                                                           | Höchstplatzierung, Gesamtwochen, AuszeichnungChartplatzierungen (Jahr, Titel, Album, Platzierungen, Wochen, Auszeichnungen, Anmerkungen) | Höchstplatzierung, Gesamtwochen, AuszeichnungChartplatzierungen (Jahr, Titel, Album, Platzierungen, Wochen, Auszeichnungen, Anmerkungen) | Höchstplatzierung, Gesamtwochen, AuszeichnungChartplatzierungen (Jahr, Titel, Album, Platzierungen, Wochen, Auszeichnungen, Anmerkungen) | Höchstplatzierung, Gesamtwochen, AuszeichnungChartplatzierungen (Jahr, Titel, Album, Platzierungen, Wochen, Auszeichnungen, Anmerkungen) | Höchstplatzierung, Gesamtwochen, AuszeichnungChartplatzierungen (Jahr, Titel, Album, Platzierungen, Wochen, Auszeichnungen, Anmerkungen) | Anmerkungen |
| Jahr | Titel Album                                                           | DE | AT | CH | UK | US | Anmerkungen |
| --- | --------------------------------------------------------------------- | --- | --- | --- | --- | --- | --- |
| 2002 | Like I Love You Justified                                             | DE16 (9 Wo.)DE | AT29 (9 Wo.)AT | CH14 (15 Wo.)CH | UK2 Platin · (16 Wo.)UK | US11 (20 Wo.)US | Erstveröffentlichung: 20. August 2002 Verkäufe: + 677.500; feat. Clipse                                          |
| 2002 | Cry Me a River Justified                                              | DE13 Gold · (10 Wo.)DE | AT29 (10 Wo.)AT | CH20 (21 Wo.)CH | UK2 ×2Doppelplatin · (18 Wo.)UK | US3 (20 Wo.)US | Erstveröffentlichung: 11. November 2002 Verkäufe: + 3.180.000; Hintergrundstimme: Timbaland                      |
| 2003 | Rock Your Body Justified                                              | DE25 Gold · (10 Wo.)DE | AT56 (9 Wo.)AT | CH34 (19 Wo.)CH | UK2 ×2Doppelplatin · (14 Wo.)UK | US5 Gold · (22 Wo.)US | Erstveröffentlichung: 25. April 2003 Verkäufe: + 3.900.000; Hintergrundstimme: Vanessa Marquez                   |
| 2003 | Señorita Justified                                                    | DE51 (9 Wo.)DE | AT61 (8 Wo.)AT | CH42 (13 Wo.)CH | UK13 Gold · (10 Wo.)UK | US27 (17 Wo.)US | Erstveröffentlichung: 8. Juli 2003 Verkäufe: + 545.000; Hintergrundstimme: Pharrell Williams                     |
| 2003 | I’m Lovin’ It –                                                       | DE50 (8 Wo.)DE | AT55 (7 Wo.)AT | CH47 (5 Wo.)CH | UK79 (2 Wo.)UK | — | Erstveröffentlichung: 20. November 2003 Hintergrundstimme: Vanessa Marquez                                       |
| 2006 | SexyBack FutureSex/LoveSounds                                         | DE1 Platin · (27 Wo.)DE | AT5 (30 Wo.)AT | CH2 (44 Wo.)CH | UK1 ×2Doppelplatin · (40 Wo.)UK | US1 ×2×3Doppelplatin + Dreifachplatin (Mastertone) · (36 Wo.)US                                                                          | Erstveröffentlichung: 12. August 2006 Verkäufe: + 7.460.323; feat. Timbaland                                     |
| 2006 | My Love FutureSex/LoveSounds                                          | DE4 Gold · (21 Wo.)DE | AT6 (28 Wo.)AT | CH2 (34 Wo.)CH | UK2 Platin · (21 Wo.)UK | US1 Platin (Mastertone) + Platin · (29 Wo.)US                                                                                            | Erstveröffentlichung: 24. Oktober 2006 Verkäufe: + 4.728.000; feat. T.I.                                         |
| 2006 | What Goes Around… Comes Around FutureSex/LoveSounds                   | DE5 Platin · (21 Wo.)DE | AT5 (30 Wo.)AT | CH5 (52 Wo.)CH | UK4 Platin · (27 Wo.)UK | US1 Platin + Gold (Mastertone) · (25 Wo.)US                                                                                              | Erstveröffentlichung: 19. Dezember 2006 Verkäufe: + 4.205.000                                                    |
| 2007 | Summer Love FutureSex/LoveSounds                                      | DE39 (9 Wo.)DE | AT47 (7 Wo.)AT | — | — | US6 Platin + Gold (Mastertone) · (20 Wo.)US                                                                                              | Erstveröffentlichung: 10. April 2007 Verkäufe: + 1.670.000                                                       |
| 2007 | LoveStoned FutureSex/LoveSounds                                       | DE15 (15 Wo.)DE | AT21 (16 Wo.)AT | CH19 (19 Wo.)CH | UK11 Silber · (19 Wo.)UK | US17 Gold · (20 Wo.)US | Erstveröffentlichung: 5. Juni 2007 Verkäufe: + 1.397.500                                                         |
| 2007 | Until the End of Time FutureSex/LoveSounds (Deluxe Edition)           | — | — | — | — | US17 Gold (Mastertone) · (25 Wo.)US | Erstveröffentlichung: 13. November 2007 Verkäufe: + 515.000; feat. Beyoncé in Europa als B-Seite von Summer Love |
| 2008 | Follow My Lead –                                                      | — | — | — | — | — | Erstveröffentlichung: 18. November 2008 feat. Esmée Denters; Benefizsingle                                       |
| 2013 | Suit & Tie The 20/20 Experience                                       | DE25 (12 Wo.)DE | AT36 (9 Wo.)AT | CH31 (11 Wo.)CH | UK3 Gold · (19 Wo.)UK | US3 ×3Dreifachplatin · (26 Wo.)US | Erstveröffentlichung: 15. Januar 2013 Verkäufe: + 4.140.000; feat. Jay-Z                                         |
| 2013 | Mirrors The 20/20 Experience                                          | DE2 Platin · (32 Wo.)DE | AT7 Gold · (23 Wo.)AT | CH5 Platin · (33 Wo.)CH | UK1 ×3Dreifachplatin · (36 Wo.)UK | US2 ×2Doppelplatin · (42 Wo.)US | Erstveröffentlichung: 11. Februar 2013 Verkäufe: + 7.758.300                                                     |
| 2013 | Tunnel Vision The 20/20 Experience                                    | — | — | — | UK61 (5 Wo.)UK | — | Erstveröffentlichung: 14. Juni 2013                                                                              |
| 2013 | Take Back the Night The 20/20 Experience: 2 of 2                      | DE52 (12 Wo.)DE | — | CH48 (4 Wo.)CH | UK22 (14 Wo.)UK | US29 (13 Wo.)US | Erstveröffentlichung: 12. Juli 2013 Verkäufe: + 90.000                                                           |
| 2013 | TKO The 20/20 Experience: 2 of 2                                      | DE71 (3 Wo.)DE | — | CH68 (1 Wo.)CH | UK58 (2 Wo.)UK | US36 (17 Wo.)US | Erstveröffentlichung: 20. September 2013 Verkäufe: + 120.000                                                     |
| 2014 | Not a Bad Thing The 20/20 Experience: 2 of 2                          | DE62 (6 Wo.)DE | AT69 (1 Wo.)AT | CH29 (9 Wo.)CH | UK21 Silber · (13 Wo.)UK | US8 Platin · (22 Wo.)US | Erstveröffentlichung: 24. Februar 2014 Verkäufe: + 1.815.000                                                     |
| 2016 | Can’t Stop the Feeling! Trolls (O.S.T.)                               | DE1 Diamant · (42 Wo.)DE | AT2 Platin · (40 Wo.)AT | CH1 ×2Doppelplatin · (62 Wo.)CH | UK2 ×5Fünffachplatin · (71 Wo.)UK | US1 ×4Vierfachplatin · (52 Wo.)US | Erstveröffentlichung: 6. Mai 2016 Verkäufe: + 12.503.333                                                         |
| 2018 | Filthy Man of the Woods                                               | DE42 (3 Wo.)DE | AT42 (3 Wo.)AT | CH34 (4 Wo.)CH | UK15 Silber · (8 Wo.)UK | US9 Platin · (6 Wo.)US | Erstveröffentlichung: 5. Januar 2018 Verkäufe: + 1.345.000                                                       |
| 2018 | Supplies Man of the Woods                                             | DE83 (1 Wo.)DE | — | CH84 (1 Wo.)CH | UK84 (1 Wo.)UK | US71 (2 Wo.)US | Erstveröffentlichung: 18. Januar 2018                                                                            |
| 2018 | Say Something Man of the Woods                                        | DE9 Gold · (20 Wo.)DE | AT9 (20 Wo.)AT | CH6 Platin · (26 Wo.)CH | UK9 Platin · (19 Wo.)UK | US9 ×3Dreifachplatin · (16 Wo.)US | Erstveröffentlichung: 25. Januar 2018 Verkäufe: + 4.735.000; feat. Chris Stapleton                               |
| 2018 | SoulMate –                                                            | — | — | — | — | — | Erstveröffentlichung: 6. Juli 2018                                                                               |
| 2020 | The Other Side Trolls World Tour (Original Motion Picture Soundtrack) | DE88 (1 Wo.)DE | — | CH47 (1 Wo.)CH | UK44 Silber · (11 Wo.)UK | US61 Platin · (7 Wo.)US | Erstveröffentlichung: 26. Februar 2020 Verkäufe: + 1.240.000; mit SZA                                            |
| 2024 | Selfish Everything I Thought It Was                                   | DE56 (12 Wo.)DE | — | CH45 (2 Wo.)CH | UK29 Silber · (10 Wo.)UK | US19 (13 Wo.)US | Erstveröffentlichung: 25. Januar 2024 Verkäufe: + 345.000                                                        |
| 2024 | Drown Everything I Thought It Was                                     | — | — | — | — | — | Erstveröffentlichung: 23. Februar 2024                                                                           |
| Folgende Lieder erschienen nicht als Single, wurden aber durch das Album zum Download und Streaming bereitgestellt und konnten somit eine Platzierung erlangen: |                                                                       | | | | | | |
| |                                                                       | | | | | | |
| 2013 | Pusher Love Girl The 20/20 Experience                                 | — | — | — | — | US64 (2 Wo.)US | Charteinstieg: 6. April 2013                                                                                     |
| 2018 | Man of the Woods                                                      | DE80 (1 Wo.)DE | — | CH48 (1 Wo.)CH | UK91 (1 Wo.)UK | US73 (1 Wo.)US | Charteinstieg: 9. Februar 2018                                                                                   |

### Als Gastmusiker
| Jahr | Titel Album                                   | Höchstplatzierung, Gesamtwochen, AuszeichnungChartplatzierungen (Jahr, Titel, Album, Platzierungen, Wochen, Auszeichnungen, Anmerkungen) | Höchstplatzierung, Gesamtwochen, AuszeichnungChartplatzierungen (Jahr, Titel, Album, Platzierungen, Wochen, Auszeichnungen, Anmerkungen) | Höchstplatzierung, Gesamtwochen, AuszeichnungChartplatzierungen (Jahr, Titel, Album, Platzierungen, Wochen, Auszeichnungen, Anmerkungen) | Höchstplatzierung, Gesamtwochen, AuszeichnungChartplatzierungen (Jahr, Titel, Album, Platzierungen, Wochen, Auszeichnungen, Anmerkungen) | Höchstplatzierung, Gesamtwochen, AuszeichnungChartplatzierungen (Jahr, Titel, Album, Platzierungen, Wochen, Auszeichnungen, Anmerkungen) | Anmerkungen |
| Jahr | Titel Album                                   | DE | AT | CH | UK | US | Anmerkungen |
| ---- | --------------------------------------------- | --- | --- | --- | --- | --- | --- |
| 2003 | Work It Nellyville                            | DE31 (8 Wo.)DE | AT53 (6 Wo.)AT | CH59 (7 Wo.)CH | UK7 (11 Wo.)UK | US68 (5 Wo.)US | Erstveröffentlichung: 25. Februar 2003 Verkäufe: + 40.000; Nelly feat. Justin Timberlake                          |
| 2003 | Where Is the Love? Elephunk                   | DE1 ×5Fünffachgold · (24 Wo.)DE | AT1 (33 Wo.)AT | CH1 (21 Wo.)CH | UK1 ×4Vierfachplatin · (24 Wo.)UK | US8 ×5Fünffachplatin · (25 Wo.)US | Erstveröffentlichung: 16. Juni 2003 Verkäufe: + 9.135.000; The Black Eyed Peas feat. Justin Timberlake            |
| 2005 | Signs R&G (Rhythm & Gangsta): The Masterpiece | DE3 Gold · (15 Wo.)DE | AT5 (18 Wo.)AT | CH5 (17 Wo.)CH | UK2 Platin · (19 Wo.)UK | US46 Gold · (14 Wo.)US | Erstveröffentlichung: 25. April 2005 Verkäufe: + 1.297.500; Snoop Dogg feat. Charlie Wilson & Justin Timberlake   |
| 2006 | Dick in a Box Incredibad                      | — | — | — | — | — | Erstveröffentlichung: 16. Dezember 2006 The Lonely Island feat. Justin Timberlake                                 |
| 2007 | Give It to Me Shock Value                     | DE3 ×3Dreifachgold · (27 Wo.)DE | AT3 (34 Wo.)AT | CH6 Platin · (49 Wo.)CH | UK1 Platin · (35 Wo.)UK | US1 ×3Dreifachplatin · (27 Wo.)US | Erstveröffentlichung: 6. April 2007 Verkäufe: + 4.352.500; Timbaland feat. Nelly Furtado & Justin Timberlake      |
| 2007 | Ayo Technology Curtis                         | DE3 Gold · (22 Wo.)DE | AT14 (22 Wo.)AT | CH2 (27 Wo.)CH | UK2 Platin · (34 Wo.)UK | US5 ×2Doppelplatin · (20 Wo.)US | Erstveröffentlichung: 31. August 2007 Verkäufe: + 3.095.000; 50 Cent feat. Timbaland & Justin Timberlake          |
| 2008 | 4 Minutes Hard Candy                          | DE1 Platin · (31 Wo.)DE | AT2 (32 Wo.)AT | CH1 (48 Wo.)CH | UK1 Platin · (29 Wo.)UK | US3 ×2Doppelplatin · (20 Wo.)US | Erstveröffentlichung: 18. März 2008 Verkäufe: + 4.695.299; Madonna feat. Timbaland & Justin Timberlake            |
| 2008 | Can’t Believe It (Remix) –                    | — | — | — | — | — | Erstveröffentlichung: 29. Juli 2008 T-Pain feat. Justin Timberlake                                                |
| 2008 | Rehab Good Girl Gone Bad                      | DE4 Platin · (16 Wo.)DE | AT9 (15 Wo.)AT | CH13 (22 Wo.)CH | UK16 Platin · (15 Wo.)UK | US18 (17 Wo.)US | Erstveröffentlichung: 12. Dezember 2008 Verkäufe: + 3.165.000; Rihanna feat. Justin Timberlake                    |
| 2009 | Dead and Gone Paper Trail                     | DE7 (12 Wo.)DE | AT11 (12 Wo.)AT | CH18 (14 Wo.)CH | UK4 Platin · (20 Wo.)UK | US2 ×5Fünffachplatin + Gold (Mastertone) · (29 Wo.)US                                                                                    | Erstveröffentlichung: 4. Januar 2009 Verkäufe: + 7.185.000; T.I. feat. Justin Timberlake                          |
| 2009 | Love Sex Magic Fantasy Ride                   | DE7 (10 Wo.)DE | AT17 (12 Wo.)AT | CH11 (17 Wo.)CH | UK5 Gold · (17 Wo.)UK | US10 Platin · (12 Wo.)US | Erstveröffentlichung: 13. März 2009 Verkäufe: + 1.477.500; Ciara feat. Justin Timberlake                          |
| 2009 | Carry Out Shock Value II                      | DE42 (3 Wo.)DE | AT57 (2 Wo.)AT | CH80 (1 Wo.)CH | UK6 Gold · (19 Wo.)UK | US11 (26 Wo.)US | Erstveröffentlichung: 1. Dezember 2009 Verkäufe: + 2.787.500; Timbaland feat. Justin Timberlake                   |
| 2010 | Hallelujah Hope for Haiti Now                 | — | AT22 (4 Wo.)AT | — | UK91 (1 Wo.)UK | US13 (3 Wo.)US | Erstveröffentlichung: 13. Februar 2010 Matt Morris feat. Charlie Sexton & Justin Timberlake                       |
| 2010 | Winner Best Night of My Life                  | — | — | — | — | US28 (11 Wo.)US | Erstveröffentlichung: 5. April 2010 Jamie Foxx feat. T.I. & Justin Timberlake                                     |
| 2010 | Love Dealer Outta Here                        | — | — | — | UK68 (1 Wo.)UK | — | Erstveröffentlichung: 4. Mai 2010 Esmée Denters feat. Justin Timberlake                                           |
| 2011 | Role Model –                                  | — | — | — | — | — | Erstveröffentlichung: 2011 FreeSol feat. Justin Timberlake                                                        |
| 2011 | Fascinated –                                  | — | — | — | — | — | Erstveröffentlichung: 2011 FreeSol feat. Justin Timberlake & Timbaland                                            |
| 2011 | Motherlover The Wack Album                    | — | — | — | — | — | Erstveröffentlichung: 19. April 2011 The Lonely Island feat. Justin Timberlake                                    |
| 2011 | 3-Way (The Golden Rule) The Wack Album        | — | — | — | — | — | Erstveröffentlichung: 28. Juni 2011 The Lonely Island feat. Justin Timberlake & Lady Gaga                         |
| 2013 | Holy Grail Magna Carta…Holy Grail             | DE24 Gold · (15 Wo.)DE | — | CH24 (18 Wo.)CH | UK7 Platin · (20 Wo.)UK | US4 ×6Sechsfachplatin · (27 Wo.)US | Erstveröffentlichung: 10. Juli 2013 Verkäufe: + 6.860.000; Jay-Z feat. Justin Timberlake                          |
| 2014 | Love Never Felt So Good Xscape                | DE18 Platin · (22 Wo.)DE | AT20 (18 Wo.)AT | CH15 (18 Wo.)CH | UK8 Platin · (20 Wo.)UK | US9 Platin · (20 Wo.)US | Erstveröffentlichung: 2. Mai 2014 Verkäufe: + 2.810.300; mit Michael Jackson                                      |
| 2020 | Believe –                                     | — | — | — | — | US90 (1 Wo.)US | Erstveröffentlichung: 7. Februar 2020 Meek Mill feat. Justin Timberlake                                           |
| 2020 | Better Days –                                 | — | — | — | — | — | Erstveröffentlichung: 3. Dezember 2020 Ant Clemons feat. Justin Timberlake                                        |
| 2022 | Stay with Me Funk Wav Bounces Vol. 2          | DE— aDE | — | — | UK10 Silber · (11 Wo.)UK | — | Erstveröffentlichung: 15. Juli 2022 Verkäufe: + 255.000; Calvin Harris feat. Justin Timberlake, Halsey & Pharrell |
| 2022 | Sin fin Formula: Vol. 3                       | — | — | — | — | US100 ×3Dreifachplatin (Latin) · (1 Wo.)US                                                                                               | Erstveröffentlichung: 30. August 2022 Verkäufe: + 210.000; Romeo Santos feat. Justin Timberlake                   |
| 2023 | Keep Going Up –                               | DE— bDE | — | — | — | US84 (1 Wo.)US | Erstveröffentlichung: 1. September 2023 Timbaland feat. Nelly Furtado & Justin Timberlake                         |

## Videoalben und Musikvideos

### Videoalben
| Jahr | Titel                           | Höchstplatzierung, Gesamtwochen, AuszeichnungChartplatzierungen (Jahr, Titel, Platzierungen, Wochen, Auszeichnungen, Anmerkungen) | Höchstplatzierung, Gesamtwochen, AuszeichnungChartplatzierungen (Jahr, Titel, Platzierungen, Wochen, Auszeichnungen, Anmerkungen) | Höchstplatzierung, Gesamtwochen, AuszeichnungChartplatzierungen (Jahr, Titel, Platzierungen, Wochen, Auszeichnungen, Anmerkungen) | Höchstplatzierung, Gesamtwochen, AuszeichnungChartplatzierungen (Jahr, Titel, Platzierungen, Wochen, Auszeichnungen, Anmerkungen) | Höchstplatzierung, Gesamtwochen, AuszeichnungChartplatzierungen (Jahr, Titel, Platzierungen, Wochen, Auszeichnungen, Anmerkungen) | Anmerkungen                             |
| Jahr | Titel                           | DE | AT | CH | UK | US | Anmerkungen                             |
| ---- | ------------------------------- | --- | --- | --- | --- | --- | --------------------------------------- |
| 2003 | Justified: The Videos           | — | — | — | UK4 (13 Wo.)UK | US10 (… Wo.)US | Erstveröffentlichung: 6. Mai 2003       |
| 2003 | Live from London                | — | — | — | UK4 Gold · (14 Wo.)UK | US11 (… Wo.)US | Erstveröffentlichung: 9. Dezember 2003  |
| 2007 | Live from Madison Square Garden | — | — | CH3 (13 Wo.)CH | UK9 Gold · (27 Wo.)UK | US4 (… Wo.)US | Erstveröffentlichung: 16. November 2007 |

Weitere Videoalben
- 2007: Video Triple Play

### Musikvideos
| Jahr | Titel                                      | Regie                                            |
| ---- | ------------------------------------------ | ------------------------------------------------ |
| 2002 | Like I Love You                            | Diane Martel                                     |
| 2002 | Cry Me a River                             | Francis Lawrence                                 |
| 2003 | Work It                                    | Joseph Kahn                                      |
| 2003 | Rock Your Body                             | Francis Lawrence                                 |
| 2003 | Señorita                                   | Paul Hunter                                      |
| 2005 | Signs                                      | Paul Hunter                                      |
| 2006 | SexyBack                                   | Michael Haussman                                 |
| 2006 | My Love                                    | Paul Hunter                                      |
| 2007 | What Goes Around… Comes Around             | Samuel Bayer                                     |
| 2007 | Give It to Me                              | Paul „Coy“ Allen                                 |
| 2007 | Ayo Technology                             | Joseph Kahn                                      |
| 2007 | LoveStoned / I Think She Knows (Interlude) | Robert Hales                                     |
| 2008 | 4 Minutes                                  | Jonas, François                                  |
| 2008 | Run (Cameo in Gnarls-Barkley-Musikvideo)   |                                                  |
| 2008 | Rehab                                      | Anthony Mandler                                  |
| 2009 | Dick in a Box                              | Akiva Schaffer                                   |
| 2009 | Dead and Gone                              | Chris Robinson                                   |
| 2009 | Love Sex Magic                             | Diane Martel                                     |
| 2010 | Carry Out                                  | Bryan Barber                                     |
| 2010 | Love Dealer                                | The Malloys                                      |
| 2011 | Motherlover                                | Akiva Schaffer, Jorma Taccone                    |
| 2011 | 3-Way (The Golden Rule)                    | Akiva Schaffer, Jorma Taccone                    |
| 2013 | Suit & Tie                                 | David Fincher                                    |
| 2013 | Mirrors                                    | Floria Sigismondi                                |
| 2013 | Tunnel Vision                              | Jonathan Craven, Simon McLoughlin, Jeff Nicholas |
| 2013 | Take Back the Night                        | Jeff Nicholas, Jonathan Craven, Darren Craig     |
| 2013 | Holy Grail                                 | Anthony Mandler                                  |
| 2013 | Take Back the Night (Live from Hoboken)    | Marc Klasfeld                                    |
| 2013 | TKO                                        | Ryan Reichenfeld                                 |
| 2014 | Not a Bad Thing                            | Dennis Liu                                       |
| 2014 | Love Never Felt So Good                    | Rich Lee                                         |

## Autorenbeteiligungen

### Singles
| Jahr | Titel Album                      | Höchstplatzierung, Gesamtwochen, AuszeichnungChartplatzierungen (Jahr, Titel, Album, Platzierungen, Wochen, Auszeichnungen, Anmerkungen) | Höchstplatzierung, Gesamtwochen, AuszeichnungChartplatzierungen (Jahr, Titel, Album, Platzierungen, Wochen, Auszeichnungen, Anmerkungen) | Höchstplatzierung, Gesamtwochen, AuszeichnungChartplatzierungen (Jahr, Titel, Album, Platzierungen, Wochen, Auszeichnungen, Anmerkungen) | Höchstplatzierung, Gesamtwochen, AuszeichnungChartplatzierungen (Jahr, Titel, Album, Platzierungen, Wochen, Auszeichnungen, Anmerkungen) | Höchstplatzierung, Gesamtwochen, AuszeichnungChartplatzierungen (Jahr, Titel, Album, Platzierungen, Wochen, Auszeichnungen, Anmerkungen) | Anmerkungen                                         |
| Jahr | Titel Album                      | DE | AT | CH | UK | US | Anmerkungen                                         |
| ---- | -------------------------------- | --- | --- | --- | --- | --- | --------------------------------------------------- |
| 2007 | Falling Down Red Carpet Massacre | DE79 (1 Wo.)DE | — | CH60 (6 Wo.)CH | UK52 (1 Wo.)UK | — | Erstveröffentlichung: 12. November 2007 Duran Duran |
| 2008 | Miles Away Hard Candy            | DE11 (14 Wo.)DE | AT21 (10 Wo.)AT | CH32 (13 Wo.)CH | UK39 (2 Wo.)UK | — | Erstveröffentlichung: 17. Oktober 2008 Madonna      |

### Lieder (Auswahl)
| Jahr | Titel Album                             | Interpretation     |
| ---- | --------------------------------------- | ------------------ |
| 2001 | What It’s Like to Be Me Britney         | Britney Spears     |
| 2002 | Gone We Broke the Rules                 | Aventura           |
| 2006 | Wein’ einen Fluss –                     | Pawnshop Orchestra |
| 2007 | Get Out Big                             | Macy Gray          |
| 2007 | Okay Big                                | Macy Gray          |
| 2007 | Rockaway Life Say Goodbye to Love       | Kenna              |
| 2007 | Nite-Runner Red Carpet Massacre         | Duran Duran        |
| 2008 | Dance 2night Hard Candy                 | Madonna            |
| 2008 | Devil Wouldn’t Recognize You Hard Candy | Madonna            |
| 2008 | Voices Hard Candy                       | Madonna            |
| 2009 | Slow Dance In a Perfect World…          | Keri Hilson        |
| 2009 | G Is for a Girl (A-Z) Fantasy Ride      | Ciara              |
| 2009 | Bigger Than the World Outta Here        | Esmée Denters      |
| 2009 | Gravity Outta Here                      | Esmée Denters      |
| 2009 | Sad Symphony Outta Here                 | Esmée Denters      |
| 2009 | Don’t Let Me Down Echo                  | Leona Lewis        |
| 2009 | Cold Case Love Rated R                  | Rihanna            |

## Produktionen

### Studioalben
| Jahr | Titel      | Höchstplatzierung, Gesamtwochen, AuszeichnungChartplatzierungen (Jahr, Titel, Platzierungen, Wochen, Auszeichnungen, Anmerkungen) | Höchstplatzierung, Gesamtwochen, AuszeichnungChartplatzierungen (Jahr, Titel, Platzierungen, Wochen, Auszeichnungen, Anmerkungen) | Höchstplatzierung, Gesamtwochen, AuszeichnungChartplatzierungen (Jahr, Titel, Platzierungen, Wochen, Auszeichnungen, Anmerkungen) | Höchstplatzierung, Gesamtwochen, AuszeichnungChartplatzierungen (Jahr, Titel, Platzierungen, Wochen, Auszeichnungen, Anmerkungen) | Höchstplatzierung, Gesamtwochen, AuszeichnungChartplatzierungen (Jahr, Titel, Platzierungen, Wochen, Auszeichnungen, Anmerkungen) | Anmerkungen                                      |
| Jahr | Titel      | DE | AT | CH | UK | US | Anmerkungen                                      |
| ---- | ---------- | --- | --- | --- | --- | --- | ------------------------------------------------ |
| 2009 | Outta Here | — | — | — | UK48 (1 Wo.)UK | — | Erstveröffentlichung: 22. Mai 2009 Esmée Denters |

### Singles
| Jahr | Titel Album                      | Höchstplatzierung, Gesamtwochen, AuszeichnungChartplatzierungen (Jahr, Titel, Album, Platzierungen, Wochen, Auszeichnungen, Anmerkungen) | Höchstplatzierung, Gesamtwochen, AuszeichnungChartplatzierungen (Jahr, Titel, Album, Platzierungen, Wochen, Auszeichnungen, Anmerkungen) | Höchstplatzierung, Gesamtwochen, AuszeichnungChartplatzierungen (Jahr, Titel, Album, Platzierungen, Wochen, Auszeichnungen, Anmerkungen) | Höchstplatzierung, Gesamtwochen, AuszeichnungChartplatzierungen (Jahr, Titel, Album, Platzierungen, Wochen, Auszeichnungen, Anmerkungen) | Höchstplatzierung, Gesamtwochen, AuszeichnungChartplatzierungen (Jahr, Titel, Album, Platzierungen, Wochen, Auszeichnungen, Anmerkungen) | Anmerkungen                                           |
| Jahr | Titel Album                      | DE | AT | CH | UK | US | Anmerkungen                                           |
| ---- | -------------------------------- | --- | --- | --- | --- | --- | ----------------------------------------------------- |
| 2007 | Falling Down Red Carpet Massacre | DE79 (1 Wo.)DE | — | CH60 (6 Wo.)CH | UK52 (1 Wo.)UK | — | Erstveröffentlichung: 12. November 2007 Duran Duran   |
| 2008 | Miles Away Hard Candy            | DE11 (14 Wo.)DE | AT21 (10 Wo.)AT | CH32 (13 Wo.)CH | UK39 (2 Wo.)UK | — | Erstveröffentlichung: 17. Oktober 2008 Madonna        |
| 2009 | Outta Here                       | — | — | — | UK7 (12 Wo.)UK | — | Erstveröffentlichung: 14. April 2009 Esmée Denters    |
| 2009 | Admit It Outta Here              | — | — | — | UK56 (3 Wo.)UK | — | Erstveröffentlichung: 4. September 2009 Esmée Denters |

### Lieder
| Jahr | Titel Album                             | Interpretation |
| ---- | --------------------------------------- | -------------- |
| 2001 | What It’s Like to Be Me Britney         | Britney Spears |
| 2007 | Get Out Big                             | Macy Gray      |
| 2007 | Okay Big                                | Macy Gray      |
| 2007 | Nite-Runner Red Carpet Massacre         | Duran Duran    |
| 2008 | Dance 2night Hard Candy                 | Madonna        |
| 2008 | Devil Wouldn’t Recognize You Hard Candy | Madonna        |
| 2008 | Voices Hard Candy                       | Madonna        |
| 2009 | Bigger Than the World Outta Here        | Esmée Denters  |
| 2009 | Getting Over You Outta Here             | Esmée Denters  |
| 2009 | Gravity Outta Here                      | Esmée Denters  |
| 2009 | Just Can’t Have It Outta Here           | Esmée Denters  |
| 2009 | Memories Turn to Dust Outta Here        | Esmée Denters  |
| 2009 | Sad Symphony Outta Here                 | Esmée Denters  |
| 2009 | The First Thing Outta Here              | Esmée Denters  |
| 2009 | Victim Outta Here                       | Esmée Denters  |
| 2009 | What If Outta Here                      | Esmée Denters  |

## Promoveröffentlichungen
| Jahr | Titel Album                 | Anmerkungen                                             |
| ---- | --------------------------- | ------------------------------------------------------- |
| 2003 | Still on My Brain Justified | Erstveröffentlichung: 2003                              |
| 2010 | Ain’t No Doubt About It –   | Erstveröffentlichung: 2010 Game feat. Justin Timberlake |

## Statistik

### Chartauswertung
Die folgende Aufstellung beinhaltet eine Übersicht über die Charterfolge von Justin Timberlake in den Album-, Single- sowie den Musik-DVD-Charts. In Deutschland besteht die Besonderheit, dass Videoalben sich ebenfalls in den Albumcharts platzieren. In Österreich, der Schweiz, dem Vereinigten Königreich und den Vereinigten Staaten werden für Videoalben eigenständige Chartlisten geführt.
|                     | DE    | AT    | CH    | UK    | US    |
| ------------------- | ----- | ----- | ----- | ----- | ----- |
| Nummer-eins-Alben   | DE2DE | AT—AT | CH1CH | UK3UK | US4US |
| Top-10-Alben        | DE5DE | AT5AT | CH5CH | UK6UK | US6US |
| Alben in den Charts | DE6DE | AT5AT | CH6CH | UK7UK | US6US |

|                       | DE     | AT     | CH     | UK     | US     |
| --------------------- | ------ | ------ | ------ | ------ | ------ |
| Nummer-eins-Singles   | DE4DE  | AT1AT  | CH3CH  | UK5UK  | US5US  |
| Top-10-Singles        | DE14DE | AT9AT  | CH10CH | UK22UK | US21US |
| Singles in den Charts | DE34DE | AT28AT | CH32CH | UK36UK | US40US |

|                          | DE    | AT    | CH    | UK    | US    |
| ------------------------ | ----- | ----- | ----- | ----- | ----- |
| Nummer-eins-Videoalben   | DE—DE | AT—AT | CH—CH | UK—UK | US—US |
| Top-10-Videoalben        | DE—DE | AT—AT | CH1CH | UK3UK | US2US |
| Videoalben in den Charts | DE—DE | AT—AT | CH1CH | UK3UK | US3US |

### Auszeichnungen für Musikverkäufe
| Land/RegionAuszeichnungen für Musikverkäufe (Land/Region, Auszeichnungen, Verkäufe, Quellen) | Silber       | Gold         | Platin         | Diamant       | Verkäufe    | Quellen                                                   |
| -------------------------------------------------------------------------------------------- | ------------ | ------------ | -------------- | ------------- | ----------- | --------------------------------------------------------- |
| Argentinien (CAPIF)                                                                          | —            | Gold1        | —              | —             | 20.000      | capif.org.ar                                              |
| Australien (ARIA)                                                                            | —            | 5× Gold5     | 65× Platin65   | —             | 4.155.000   | aria.com.au                                               |
| Belgien (BRMA)                                                                               | —            | 6× Gold6     | 6× Platin6     | —             | 340.000     | ultratop.be                                               |
| Brasilien (PMB)                                                                              | —            | 7× Gold7     | 19× Platin19   | 10× Diamant10 | 3.545.000   | pro-musicabr.org.br                                       |
| Dänemark (IFPI)                                                                              | —            | 12× Gold12   | 35× Platin35   | —             | 1.408.500   | ifpi.dk                                                   |
| Deutschland (BVMI)                                                                           | —            | 10× Gold10   | 12× Platin12   | Diamant1      | 6.150.000   | musikindustrie.de                                         |
| Europa (IFPI)                                                                                | —            | —            | 2× Platin2     | —             | (2.000.000) | ifpi.org (Memento vom 1. Januar 2014 im Internet Archive) |
| Finnland (IFPI)                                                                              | —            | Gold1        | Platin1        | —             | 35.603      | ifpi.fi                                                   |
| Frankreich (SNEP)                                                                            | Silber1      | Gold1        | 3× Platin3     | Diamant1      | 981.933     | infodisc.fr snepmusique.com                               |
| Irland (IRMA)                                                                                | —            | Gold1        | 6× Platin6     | —             | 97.500      | irishcharts.ie                                            |
| Italien (FIMI)                                                                               | —            | 5× Gold5     | 12× Platin12   | —             | 895.000     | fimi.it                                                   |
| Japan (RIAJ)                                                                                 | —            | 2× Gold2     | —              | —             | 200.000     | riaj.or.jp JP2                                            |
| Kanada (MC)                                                                                  | —            | 6× Gold6     | 38× Platin38   | Diamant1      | 3.797.000   | musiccanada.com                                           |
| Mexiko (AMPROFON)                                                                            | —            | 5× Gold5     | 10× Platin10   | —             | 670.000     | amprofon.com.mx                                           |
| Neuseeland (RMNZ)                                                                            | —            | 10× Gold10   | 50× Platin50   | —             | 1.287.500   | aotearoamusiccharts.co.nz NZ2 NZ3                         |
| Niederlande (NVPI)                                                                           | —            | Gold1        | 2× Platin2     | —             | 200.000     | nvpi.nl                                                   |
| Norwegen (IFPI)                                                                              | —            | 2× Gold2     | 4× Platin4     | —             | 50.000      | ifpi.no NO2                                               |
| Österreich (IFPI)                                                                            | —            | 3× Gold3     | Platin1        | —             | 75.000      | ifpi.at                                                   |
| Polen (ZPAV)                                                                                 | —            | 3× Gold3     | 7× Platin7     | Diamant1      | 280.000     | olis.pl                                                   |
| Portugal (AFP)                                                                               | —            | 2× Gold2     | 2× Platin2     | —             | 37.500      | Einzelnachweise                                           |
| Russland (NFPF)                                                                              | —            | —            | —              | Diamant1      | 60.000      | 2m-online.ru                                              |
| Schweden (IFPI)                                                                              | —            | 5× Gold5     | 13× Platin13   | —             | 600.000     | sverigetopplistan.se                                      |
| Schweiz (IFPI)                                                                               | —            | Gold1        | 8× Platin8     | —             | 255.000     | hitparade.ch                                              |
| Spanien (Promusicae)                                                                         | —            | 4× Gold4     | 10× Platin10   | —             | 460.000     | elportaldemusica.es                                       |
| Südafrika (RISA)                                                                             | —            | 2× Gold2     | —              | —             | 30.000      | Einzelnachweise                                           |
| Südkorea (KMCA)                                                                              | —            | —            | —              | —             | 157.323     | Einzelnachweise                                           |
| Ungarn (MAHASZ)                                                                              | —            | Gold1        | —              | —             | 3.000       | slagerlistak.hu                                           |
| Vereinigte Staaten (RIAA)                                                                    | —            | 9× Gold9     | 69× Platin69   | —             | 81.115.000  | riaa.com                                                  |
| Vereinigtes Königreich (BPI)                                                                 | 9× Silber9   | 7× Gold7     | 42× Platin42   | —             | 25.297.000  | bpi.co.uk                                                 |
| Insgesamt                                                                                    | 10× Silber10 | 112× Gold112 | 417× Platin417 | 15× Diamant15 |             |                                                           |